# Rhino (JavaScript)
Rhino – silnik JavaScriptu zarządzany przez Mozilla Foundation. Nazwa wywodzi się od książki wydawnictwa O’Reilly o tym języku, na okładce której umieszczony został nosorożec.
W 1997 roku firma Netscape Communications podjęła decyzję rozpoczęcia projektu. Jego rozwój ukierunkowany był na potrzeby przeglądarki internetowej tej firmy. Ówczesna technologia kompilacji w Rhino posiadała jednak dwie zasadnicze wady: proces ten przebiegał zbyt wolno, a także często brakowało pamięci do jego wykonania. W efekcie Rhino wyposażono dodatkowo w tryb interpretacji kodu.
W kwietniu 1998 roku Mozilla Foundation udostępniła Rhino na zasadach open source.
Rhino jest napisany w języku Java. Mozilla Foundation dostarcza także inną implementację JavaScriptu – SpiderMonkey.